# Mansurowo (rejon uczaliński)
Mansurowo (ros. Мансурово) – wieś (dieriewnia) w Rosji, w Baszkortostanie, w rejonie uczalińskim. W 2010 liczyła 740 mieszkańców.